# 裴绰 (西晋)
裴绰（？—？），字季舒，河东郡闻喜县（今山西省运城市闻喜县）人，出自河东裴氏定著五房之一的西眷裴，西晋官员。

## 生平
裴绰风度宽宏，和二哥裴康、三哥裴楷都被称为名士，又和大哥裴黎、二哥裴康、三哥裴楷都有很大的名气，并称“四裴”，之后官至黄门侍郎，早年去世，朝廷追赠长水校尉。河东裴氏与琅邪王氏两家在曹魏西晋时期兴盛，当时的人以八裴比拟八王，裴绰比拟王澄。

## 家庭

### 祖父
- 裴茂，东汉左中郎将、杨宣亭侯

### 父亲
- 裴徽，曹魏冀州刺史

### 兄弟
- 裴黎，西晋游击将军
- 裴康，西晋太子左卫率
- 裴楷，西晋侍中、中书令、光禄大夫、开府仪同三司、临海元侯

### 子女
- 裴遐，西晋太傅主簿